# Basquetbol 3x3
El basquetbol 3x3 és un esport que consisteix en una adaptació del basquetbol. Va ser impulsat per la FIBA, i ja se n'han disputat certàmens oficials internacionals, com ara els Jocs Olímpics Juvenils. Si bé el joc ja existia amb anterioritat, la FIBA el reglamentà i en creà campionats internacionals.
Des de l'organisme internacional esperen que l'esport pugui arribar a ser als Jocs Olímpics per al 2020. Hi ha diverses competicions internacionals organitzades per la FIBA. Des del 2010 es van crear els mundials sub-18 i el Tour Mundial. A més, existeix el 3x3 All Stars, el Campionat Mundial FIBA de 3x3 i les classificacions per al Tour Mundial.

## Regles
L'esport es practica en una pista de 15 metres d'amplària i 11 metres de llargària, la qual cosa és equivalent a dividir una pista del basquetbol normal en dues meitats. Cada pista té un arc i tots dos equips roten entre atac i defensa. Cada equip està format per 3 jugadors i poden fer un canvi.
La pista ha de tenir una línia de lliures ubicada a 5,80 metres de l'extrem on s'ubica l'arc, i també ha de tenir una línia de 2 punts, a 6,75 metres al voltant de l'arc i un semicercle baix de l'arc.

### Els partits
El partit comença amb un sorteig per determinar quin equip fa d'atacant i quin de defensor. Quan l'equip defensor recupera la pilota, canvia a atacar vers l'arc que defensava.
Els partits duren 10 minuts i el rellotge s'atura cada vegada que la pilota "està morta" o quan es produeix una falta.

### Guanyador del partit
El primer equip que anoti 21 punts o més guanya el partit, si això ocorre abans dels 10 minuts. Si, al contrari, quan s'acaben els 10 minuts cap equip no arriba a aquesta marca, guanya el que tingui una puntuació més alta. En cas que hi hagi un empat un cop passats els 10 minuts, es donarà un minut de descans i després es jugarà un temps addicional, fins que qualsevol dels dos equips faci dos punts.

### Faltes
Les faltes són similars al basquetbol normal, però canvien els números sobre quan un equip "entra en falta". A diferència de l'esport comú, entra en falta un equip quan comet 7 faltes, i després de les 9 comeses, les següents es consideren "faltes tècniques". No es comptabilitzen les faltes personals.
Per cada falta dins de l'arc
, es dona la possibilitat a l'equip que la rep de llançar un tir lliure. Per cada falta fora de l'arc, es donen dos tirs lliures.
Una vegada superades les 6 faltes, s'atorgaran dos tirs lliures indistintament del tipus de falta i, superades les 9, s'atorguen dos tirs lliures i la possessió de la pilota.

### Posada en joc de la pilota
Quan s'anota una quantitat, l'equip que el rep posarà en joc la pilota fent una passada o driblatge des de l'àrea sota de l'arc i s'haurà de deixar jugar sense intervenció per part de l'altre equip. En cas que s'erri el tant i si la pilota la rep l'equip defensor, haurà de dur-la fora de l'arc per poder jugar-la novament.
Els canvis es fan quan la pilota està "morta", és a dir, quan hagi de restaurar-se el joc normal.

## Creixement.
La FIBA busca desenvolupar i fomentar el basquetbol en tot el món utilitzant el 3x3 tenint en compte que és un joc més senzill i fàcil de practicar, ja que es necessita només un arc.

L'esport es va incloure per primera vegada en una competició internacional als Jocs Asiàtics d'Interior el 2007. Més tard tingueren lloc esdeveniments a la República Dominicana i a Indonèsia per, finalment, ser inclosos en els Jocs Asiàtics Juvenils i, posteriorment, als Jocs Olímpics Juvenils.
... consolidar la nostra disciplina 3x3. S'ha format un Bureau Consultor i hem incorporat gent a aquest grup que no estan específicament dins de l'estructura FIBA, però que poden ajudar molt. Som molt optimistes i confiats en què anem a obtenir la cobdiciada designació pel Comitè Olímpic Internacional (COI) perquè el 3x3 sigui inclòs als Jocs Olímpics. Quan això succeeixi, serà una confirmació i celebració dels nostres esforços.
Hi ha una sola FIBA i un sol basquetbol, però és una nova fórmula que ens permetrà incorporar a la família del basquetbol totes aquelles persones que estaven fora de la nostra estructura i separades del joc.
Horacio Muratore, president de la FIBA

## Competicions

### Copa Mundial 3x3
La Copa Mundial 3x3 de la FIBA és un torneig de Bàsquet 3x3 per a seleccions estatals organitzat per la Federació Internacional de Bàsquet (FIBA) que es disputa des de 2012, cada dos anys fins a 2016 i anualment des de llavors.
Es compon d'un torneig masculí i d'altre femení. Cada equip consta de 4 jugadors (3 en pista i 1 suplent). A la primera edició es va disputar un torneig mixte amb 2 hòmens i 2 dones en cada equip. Els partits es juguen a mitja pista i amb 12 segons de possessió.
| 2012 | Atenes    | Sèrbia       | 16-13 | França        | Ucraïna   | 19-18 | Israel    | Estats Units | 17-16 | França  | Austràlia    | 18-17 | Ucraïna       | França | 14-8 | Argentina | Ucraïna | 15-8 | Txèquia |
| 2014 | Moscou    | Qatar        | 18-13 | Sèrbia        | Rússia    | 19-18 | Lituània  | Estats Units | 15-8  | Rússia  | Bèlgica      | 14-12 | Txèquia       |        |      |           |         |      |         |
| 2016 | Guangzhou | Sèrbia       | 21-16 | Estats Units  | Eslovènia | 17-16 | Espanya   | Txèquia      | 21-11 | Ucraïna | Estats Units | 20-14 | Espanya       |        |      |           |         |      |         |
| 2017 | Nantes    | Sèrbia       | 21-18 | Països Baixos | França    | 18-17 | Eslovènia | Rússia       | 19-12 | Hongria | Ucraïna      | 15-13 | Països Baixos |        |      |           |         |      |         |
| 2018 | Bocaue    | Sèrbia       | 16-13 | Països Baixos | Eslovènia | 21-16 | Polònia   | Itàlia       | 16-12 | Rússia  | França       | 21-14 | Xina          |        |      |           |         |      |         |
| 2019 | Amsterdam | Estats Units | 18-14 | Letònia       | Polònia   | 18-15 | Sèrbia    | Xina         | 19-13 | Hongria | França       | 21-9  | Austràlia     |        |      |           |         |      |         |

| Seleccions    | Ors                                  | Plates                    | Bronzes                                    | Finals | Medalles |
| ------------- | ------------------------------------ | ------------------------- | ------------------------------------------ | ------ | -------- |
| Sèrbia        | 4 (2012, 2016, 2017 i 2018 masculí)  | 1 (2014 masculí)          |                                            | 5      | 5        |
| Estats Units  | 3 (2019 masculí, 2012 i 2014 femení) | 1 (2016 masculí)          | 1 (2016 femení)                            | 4      | 5        |
| França        | 1 (2012 mixte)                       | 2 (2012 masculí i femení) | 3 (2017 masculí, 2018 i 2019 femení)       | 3      | 6        |
| Rússia        | 1 (2017 femení)                      | 2 (2014 i 2018 femení)    | 1 (2014 masculí)                           | 3      | 5        |
| Xina          | 1 (2019 femení)                      |                           |                                            | 1      | 1        |
| Txèquia       | 1 (2016 femení)                      |                           |                                            | 1      | 1        |
| Itàlia        | 1 (2018 femení)                      |                           |                                            | 1      | 1        |
| Qatar         | 1 (2014 masculí)                     |                           |                                            | 1      | 1        |
| Països Baixos |                                      | 2 (2017 i 2018 masculí)   |                                            | 2      | 2        |
| Hongria       |                                      | 2 (2017 i 2019 femení)    |                                            | 2      | 2        |
| Ucraïna       |                                      | 1 (2016 femení)           | 3 (2012 masculí, 2017 femení i 2012 mixte) | 1      | 4        |
| Argentina     |                                      | 1 (2012 mixte)            |                                            | 1      | 1        |
| Letònia       |                                      | 1 (2019 masculí)          |                                            | 1      | 1        |
| Eslovènia     |                                      |                           | 2 (2016 i 2018 masculí)                    |        | 2        |
| Austràlia     |                                      |                           | 1 (2012 femení)                            |        | 1        |
| Bèlgica       |                                      |                           | 1 (2014 femení)                            |        | 1        |
| Polònia       |                                      |                           | 1 (2019 masculí)                           |        | 1        |

| 2012 | Atenes    | Deivi Añaguren Madriz (Veneçuela) | Adesanya Adetayo (Estats Units) | Georgi Bojanov (Bulgària) i Ometayo Ogedengbe (Anglaterra) | Georgi Bojanov (Bulgària) i Ometayo Ogedengbe (Anglaterra) | Pirgit Puu (Estònia)           | Skylar Diggins (Estats Units) | Burcu Cigil (Turquia) i Sylvie Gruszczynski (França)   | Burcu Cigil (Turquia) i Sylvie Gruszczynski (França)   | Stanislav Vtroubek (Txèquia) | Radoslava Bachvarova (Bulgària) | Charlotte Hoere (Alemanya) i Mikhail Gyunter (Rússia) | Charlotte Hoere (Alemanya) i Mikhail Gyunter (Rússia) |                         |                       |                                                     |                                                     |
| 2014 | Moscou    | Firas Lahyani (Tunísia)           | Yan Pengfei (Xina)              | Demetrius Miller (Estats Units i Toni Vitali (Croàcia)     | Demetrius Miller (Estats Units i Toni Vitali (Croàcia)     | Valentina Baldelli (Itàlia)    | Hind Abdelkader (Bèlgica)     | Jewell Lloyd (Estats Units) i Fleur Devillers (França) | Jewell Lloyd (Estats Units) i Fleur Devillers (França) | Daniel Hure (Argentina)      | Sarah Kershaw (Suïssa)          | Christian Gunawan (Indonèsia) i Yurena Díaz (Espanya) | Christian Gunawan (Indonèsia) i Yurena Díaz (Espanya) | Angel Santana (Andorra) | Ann Wauters (Bèlgica) | Amaya Gastaminza (Espanya) i Douglas Motta (Brasil) | Amaya Gastaminza (Espanya) i Douglas Motta (Brasil) |
| 2016 | Guangzhou | Dmytro Krivenko (Ucraïna)         | Alfonzo McKinnie (Estats Units) | Marco Favretto (Itàlia)                                    | Sjoerd van Vilsteren (Països Baixos)                       | Alexandra Theodorean (Hongria) | Marta Fodor (Andorra)         | Georgia Agnew (Nova Zelanda)                           | Liu Hsi-Yeh (Taipei)                                   | Angel Santana (Romania)      | Paula Palomares (Espanya)       | Natalie Romeo (Estats Units)                          | Tanalp Sengun (Turquia)                               |                         |                       |                                                     |                                                     |
| 2017 | Nantes    | Rafal Lipinski (Polònia)          | Chris Staples (Estats Units)    | Vadym Poddubchenko (Ucraïna)                               | Jordan Southerland (Estats Units)                          | Claudia Brunet (Andorra)       | Karin Kujit (Països Baixos)   | Yuri Hanada (Japó)                                     | Yusen Liu (Xina)                                       | Angelo Tsagarskis (França)   | Joey Schelvis (Països Baixos)   | Mihaela Uhrova (Txèquia)                              | Tatiana Petrushina (Rússia)                           |                         |                       |                                                     |                                                     |
| 2018 | Bocaue    | Dmytro Krivenko (Ucraïna)         | Guy Dupuy (França)              | David Carlos (Filipinies)                                  | Vadym Poddubchenko (Ucraïna)                               | Alexandra Theodorean (Hongria) | Marie-Ève Paget (França)      | Zalina Kurazova (Kazajstan)                            | Nancy Fors (Suïssa)                                    | Janine Pontejos (Filipines)  | Alexandra Stolyar (Rússia)      | Marin Hrvoje (Cróacia)                                | Maksim Dybovskii (Rússia)                             |                         |                       |                                                     |                                                     |

|               | Ors | Ors                               | Plates | Plates                                    | Bronzes | Bronzes                                  |   | Quarts llocs    | Medalles |
| ------------- | --- | --------------------------------- | ------ | ----------------------------------------- | ------- | ---------------------------------------- | - | --------------- | -------- |
| Andorra       | 2   | Habilitats 2017 Tirs lliures 2014 | 1      | Habilitats 2016                           |         |                                          |   |                 | 3        |
| Ucraïna       | 2   | Esmaixades 2016 2018              |        |                                           | 1       | Esmaixades 2017                          | 1 | Esmaixades 2018 | 3        |
| Hongria       | 2   | Habilitats 2016 2018              |        |                                           |         |                                          |   |                 | 2        |
| França        | 1   | Tir 2017                          | 2      | Esmaixades 2018 Habilitats 2018           | 2       | Habilitats 2012 2014                     |   |                 | 5        |
| Itàlia        | 1   | Habilitats 2014                   |        |                                           | 1       | Esmaixades 2016                          |   |                 | 2        |
| Txèquia       | 1   | Tir 2012                          |        |                                           | 1       | Tir 2017                                 |   |                 | 2        |
| Filipines     | 1   | Tir 2018                          |        |                                           | 1       | Esmaixades 2018                          |   |                 | 2        |
| Veneçuela     | 1   | Esmaixades 2012                   |        |                                           |         |                                          |   |                 | 1        |
| Estònia       | 1   | Habilitats 2012                   |        |                                           |         |                                          |   |                 | 1        |
| Tunísia       | 1   | Esmaixades 2014                   |        |                                           |         |                                          |   |                 | 1        |
| Argentina     | 1   | Tir 2014                          |        |                                           |         |                                          |   |                 | 1        |
| Romania       | 1   | Tir 2016                          |        |                                           |         |                                          |   |                 | 1        |
| Polònia       | 1   | Esmaixades 2017                   |        |                                           |         |                                          |   |                 | 1        |
| Estats Units  |     |                                   | 4      | Esmaixades 2012 2016 2017 Habilitats 2012 | 3       | Esmaixades 2014 Habilitats 2014 Tir 2016 | 1 | Esmaixades 2017 | 7        |
| Països Baixos |     |                                   | 2      | Habilitats 2017 Tir 2017                  |         |                                          | 1 | Esmaixades 2016 | 2        |
| Bèlgica       |     |                                   | 2      | Habilitats 2014 Tirs lliures 2014         |         |                                          |   |                 | 2        |
| Espanya       |     |                                   | 1      | Tir 2016                                  | 2       | Tir 2014 Tirs lliures 2014               |   |                 | 3        |
| Rússia        |     |                                   | 1      | Tir 2017                                  | 1       | Tir 2012                                 | 2 | Tir 2017 2018   | 2        |
| Bulgària      |     |                                   | 1      | Tir 2012                                  | 1       | Esmaixades 2012                          |   |                 | 2        |
| Xina          |     |                                   | 1      | Esmaixades 2014                           |         |                                          | 1 | Habilitats 2017 | 1        |
| Suïssa        |     |                                   | 1      | Tir 2014                                  |         |                                          | 1 | Habilitats 2018 | 1        |
| Turquia       |     |                                   |        |                                           | 1       | Habilitats 2012                          | 1 | Tir 2016        | 1        |
| Anglaterra    |     |                                   |        |                                           | 1       | Esmaixades 2012                          |   |                 | 1        |
| Alemanya      |     |                                   |        |                                           | 1       | Tir 2012                                 |   |                 | 1        |
| Indonèsia     |     |                                   |        |                                           | 1       | Tir 2014                                 |   |                 | 1        |
| Brasil        |     |                                   |        |                                           | 1       | Tirs lliures 2014                        |   |                 | 1        |
| Nova Zelanda  |     |                                   |        |                                           | 1       | Habilitats 2016                          |   |                 | 1        |
| Japó          |     |                                   |        |                                           | 1       | Habilitats 2017                          |   |                 | 1        |
| Croàcia       |     |                                   |        |                                           | 1       | Tir 2017                                 |   |                 | 1        |
| Kazajstan     |     |                                   |        |                                           | 1       | Habilitats 2018                          |   |                 | 1        |
| Taipei        |     |                                   |        |                                           |         |                                          | 1 | Habilitats 2016 |          |

### Copa d'Europa 3x3
La Copa d'Europa 3x3 de la FIBA és un torneig de Bàsquet 3x3 per a seleccions estatals organitzat per la Federació Internacional de Bàsquet (FIBA) que es disputa des de 2014, cada dos anys fins a 2016 i anualment des de llavors.
Es compon d'un torneig masculí i d'altre femení. Cada equip consta de 4 jugadors (3 en pista i 1 suplent). Els partits es juguen a mitja pista i amb 12 segons de possessió.
| 2014 | Bucarest  | Romania   | 19-16 | Eslovènia | Lituània      | 21-18 | Grècia  | Rússia  | 16-13 | Eslovènia     | Bèlgica       | 16-10 | Països Baixos |
| 2016 | Bucarest  | Eslovènia | 19-17 | Sèrbia    | Països Baixos | 22-16 | Rússia  | Hongria | 21-14 | Romania       | Rússia        | 15-13 | Suïssa        |
| 2017 | Amsterdam | Lètonia   | 16-13 | Eslovènia | Ucraïna       | 20-18 | Sèrbia  | Rússia  | 22-14 | Espanya       | Països Baixos | 19-15 | França        |
| 2018 | Bucarest  | Sèrbia    | 19-18 | Lètonia   | Eslovènia     | 21-15 | Rússia  | França  | 21-5  | Països Baixos | Ucraïna       | 17-16 | Itàlia        |
| 2019 | Debrecen  | Sèrbia    | 21-18 | França    | Lituània      | 21-18 | Espanya | França  | 14-12 | Espanya       | Lètonia       | 17-13 | Països Baixos |

| Seleccions    | Ors                 | Plates                          | Bronzes                    | Finals | Medalles |
| ------------- | ------------------- | ------------------------------- | -------------------------- | ------ | -------- |
| Sèrbia        | 2 Masculí 2018 2019 | 1 Masculí 2016                  |                            | 3      | 3        |
| França        | 2 Femení 2018 2019  | 1 Masculí 2019                  |                            | 3      | 3        |
| Rússia        | 2 Femení 2014 2017  |                                 | 1 Femení 2016              | 2      | 3        |
| Eslovènia     | 1 Masculí 2016      | 3 Masculí 2014 2017 Femení 2014 | 1 Masculí 2018             | 4      | 5        |
| Letònia       | 1 Masculí 2017      | 1 Masculí 2018                  | 1 Femení 2019              | 2      | 3        |
| Romania       | 1 Masculí 2014      | 1 Femení 2015                   |                            | 2      | 2        |
| Hongria       | 1 Femaní 2016       |                                 |                            | 1      | 1        |
| Espanya       |                     | 2 Femení 2017 2019              |                            | 2      | 2        |
| Països Baixos |                     | 1 Mascuí 2016                   | 2 Masculí 2016 Femení 2018 | 1      | 3        |
| Lituània      |                     |                                 | 2 Masculí 2014 2019        |        | 2        |
| Ucraïna       |                     |                                 | 2 Masculí 2017 Femení 2018 |        | 2        |
| Bèlgica       |                     |                                 | 1 Femení 2014              |        | 1        |